# Chords
Jens Eric Resch Thomason, mer känd under artistnamnet Chords, född den 12 augusti 1978 i Helsingborg där han bodde i fem år och därefter uppväxt i Lund, är en svensk hiphop-musiker. Han släpper skivor genom sitt eget label Svart Lax och var tidigare signad till JuJu Records.
Han medverkar även i en sportpodcast, kallad Division 9, tillsammans med komikern Martin Soneby och rapparen Fredrik Öris.

## Diskografi

### Soloalbum
- 2003 – The Garden Around The Mansion
- 2006 – The Garden Around The Mansion (U.S. Release)
- 2007 – Something To Chew On (Bootleg)
- 2008 – Things We Do For Things
- 2012 – Looped State Of Mind
- 2020 – Poisson Noir_sans bars

### Album med Helt Off
- 2004 – Helt Off
- 2006 – I Huset
- 2010 – Marknadens Soldat
- 2013 – Sakta I Backarna
- 2015 – Riktig Riktig

### EPs
- 2001 – Urinall Disses (Chords & Scissors)
- 2001 – Lågbudget (Smuts & Co)
- 2006 – Get Off Mi Couch (U.S. Release)

### Singlar
- 2002 – "Idiot Savant"
- 2003 – "Chillin' (Like Matt Dillon)" (Chords med Timbuktu & Rantoboko)
- 2004 – "Wrap Your Chops"
- 2012 – "The Dude" (maxi-singel)

### Filmografi
- 2004 – Babylonsjukan
- 2005 – Funken Styr Våra Steg (DVD med Timbuktu, inspelat på Mosebacke, Stockholm, 12, 13 & 14 augusti 2005)

## Utmärkelser
- 2004 Manifestgalan - Årets HipHop/RnB/Soul
- 2009 Manifestgalan - Årets Hiphop/RnB/Soul
- 2013 Manifestgalan - Årets Hiphop